# Roman Ragosin
Roman Ragosin (* 4. Januar 1993 in Ridder) ist ein kasachischer Skilangläufer. 

## Werdegang
Ragosin nahm von 2009 bis 2015 an Wettbewerben der Fédération Internationale de Ski teil. Von 2009 bis 2013 trat er bei den Juniorenweltmeisterschaften an. Dabei gewann er bei den Juniorenweltmeisterschaften 2012 in Erzurum Silber in der Staffel. Sein erstes von sieben Weltcuprennen lief er im Dezember 2013 in Asiago, welches er mit dem 73. Platz im Sprint beendete. Im Januar 2014 holte er in Szklarska Poręba mit dem 22. Platz im Sprint seine ersten und einzigen Weltcuppunkte und errang bei den U23-Weltmeisterschaften im Val di Fiemme den 31. Platz im Sprint. Bei den Olympischen Winterspielen 2014 in Sotschi erreichte er den 33. Platz im Sprint. In der Saison 2014/15 belegte er bei der Winter-Universiade 2015 in Štrbské Pleso den 11. Platz im Sprint sowie den fünften Rang im Mixed-Teamsprint und bei den U23-Weltmeisterschaften 2015 in Almaty den 30. Platz über 15 km Freistil sowie den 27. Rang im Sprint.